# Oliveira do Hospital
Oliveira do Hospital ist eine Gemeinde und Stadt (Cidade) in Portugal.

## Geschichte
Funde (wie die Anta da Arcainha) belegen eine Besiedlung durch den Menschen seit der Urgeschichte. Der Kreis (Concelho) Oliveira do Hospital wurde etwa zur Zeit des Zweiten Kreuzzuges (1147–1149) gegründet. Der Ortsname, der sich zuvor etymologisch aus Ulvária (einer in lokalen Gewässern vorkommenden Algenart) zu Oliveira entwickelt hatte, erhielt seinen Namenszusatz do Hospital zur Abgrenzung zu anderen Oliveira genannten Orten. Die Königin D.Teresa wählte den Namen ursprünglich zur Widmung des Johanniter-/Hospitaliterordens (siehe Souveräner Malteserorden), an den sie die Ortschaft 1120 gab. 1514 erneuerte König Manuel I. die Stadtrechte (Foral). Im Jahr 1993 wurde Oliveira do Hospital vom Status einer Vila (Kleinstadt) zur Stadt (Cidade) erhoben.

## Sehenswürdigkeiten
Zahlreiche Baudenkmäler stehen im Kreis Oliveira do Hospital, insbesondere eine Reihe Sakralbauten, Herrenhäuser und Brunnenanlagen. Zu erwähnen sind die mozarabische Kirche São Pedro de Lourosa in Lourosa und die barocke Kirche in São Gião. In der Gemeinde Bobadela stehen römische Ruinen im Ort.

Oliveira do Hospital
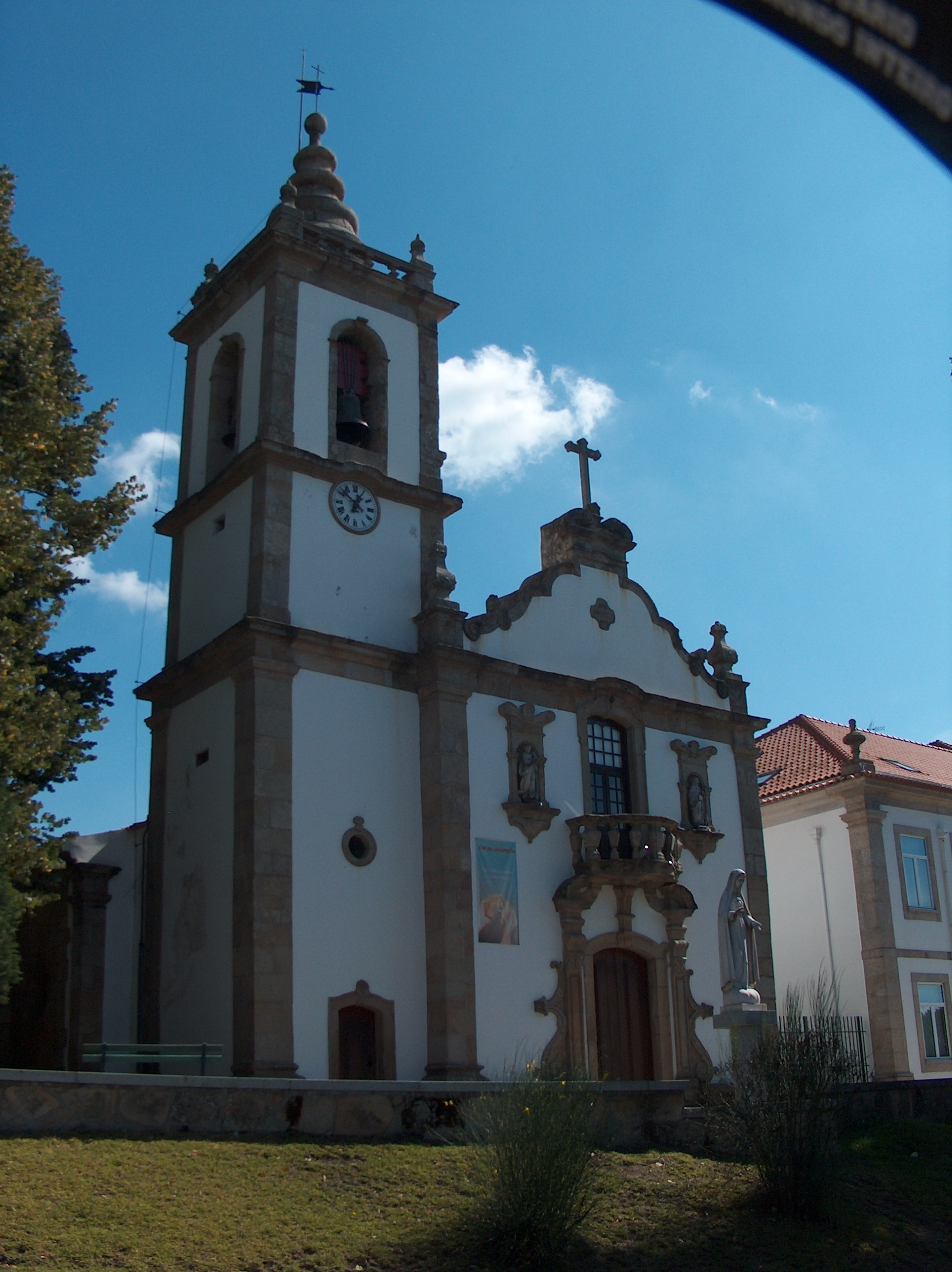
Die Hauptkirche von Oliveira do Hospital
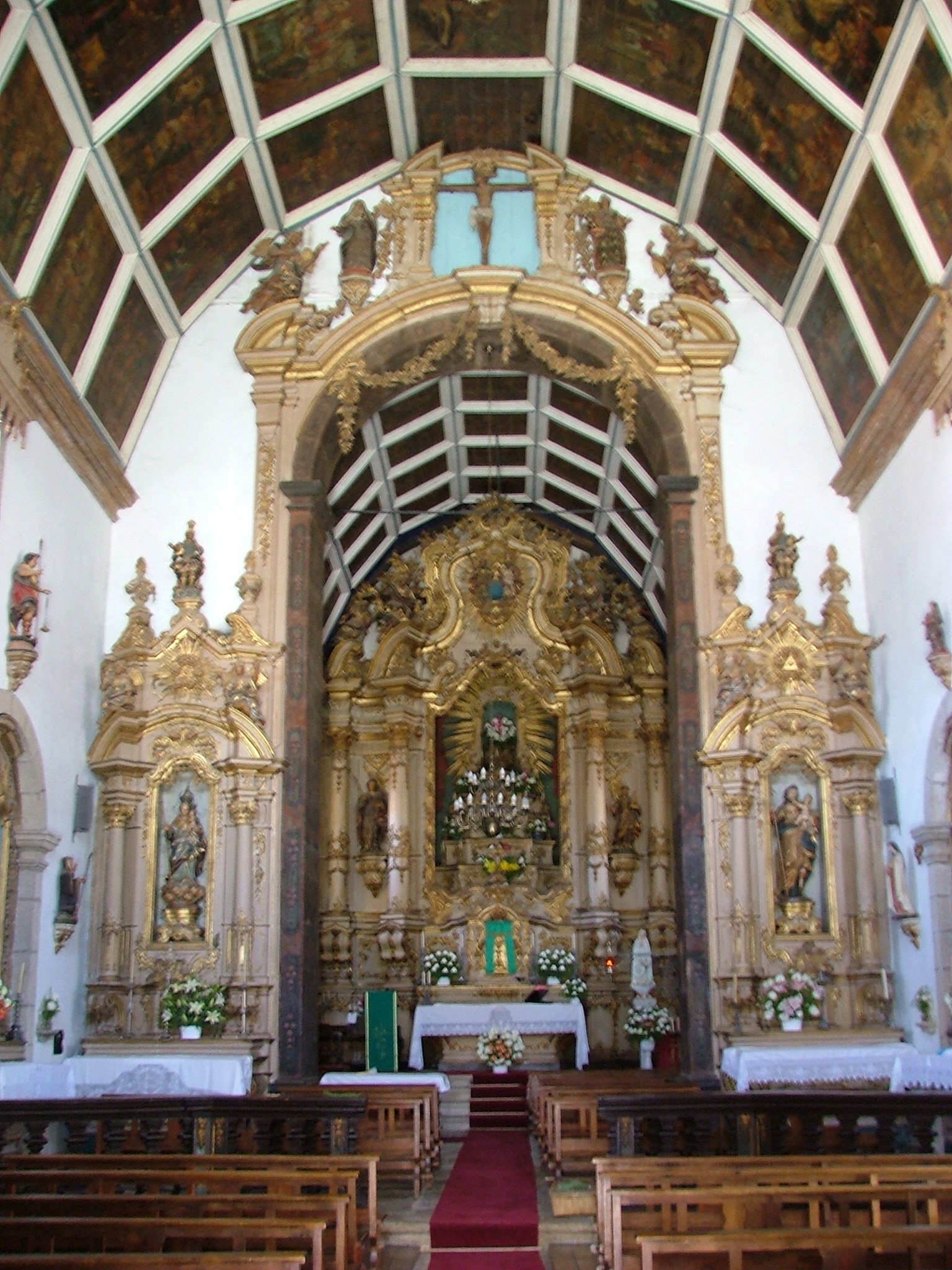
In der Hauptkirche (Igreja Matriz)
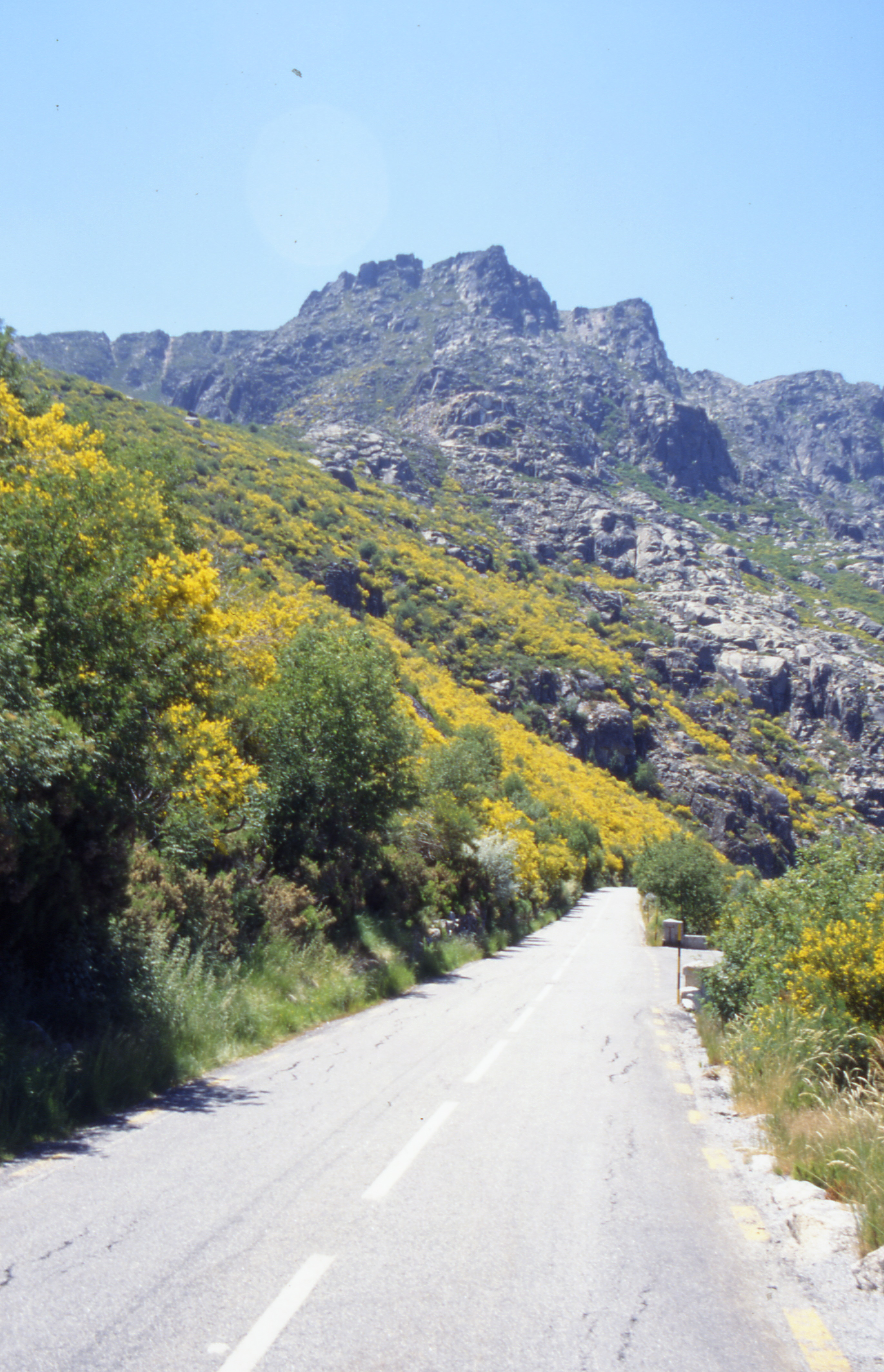
Landschaft bei Oliveira do Hospital
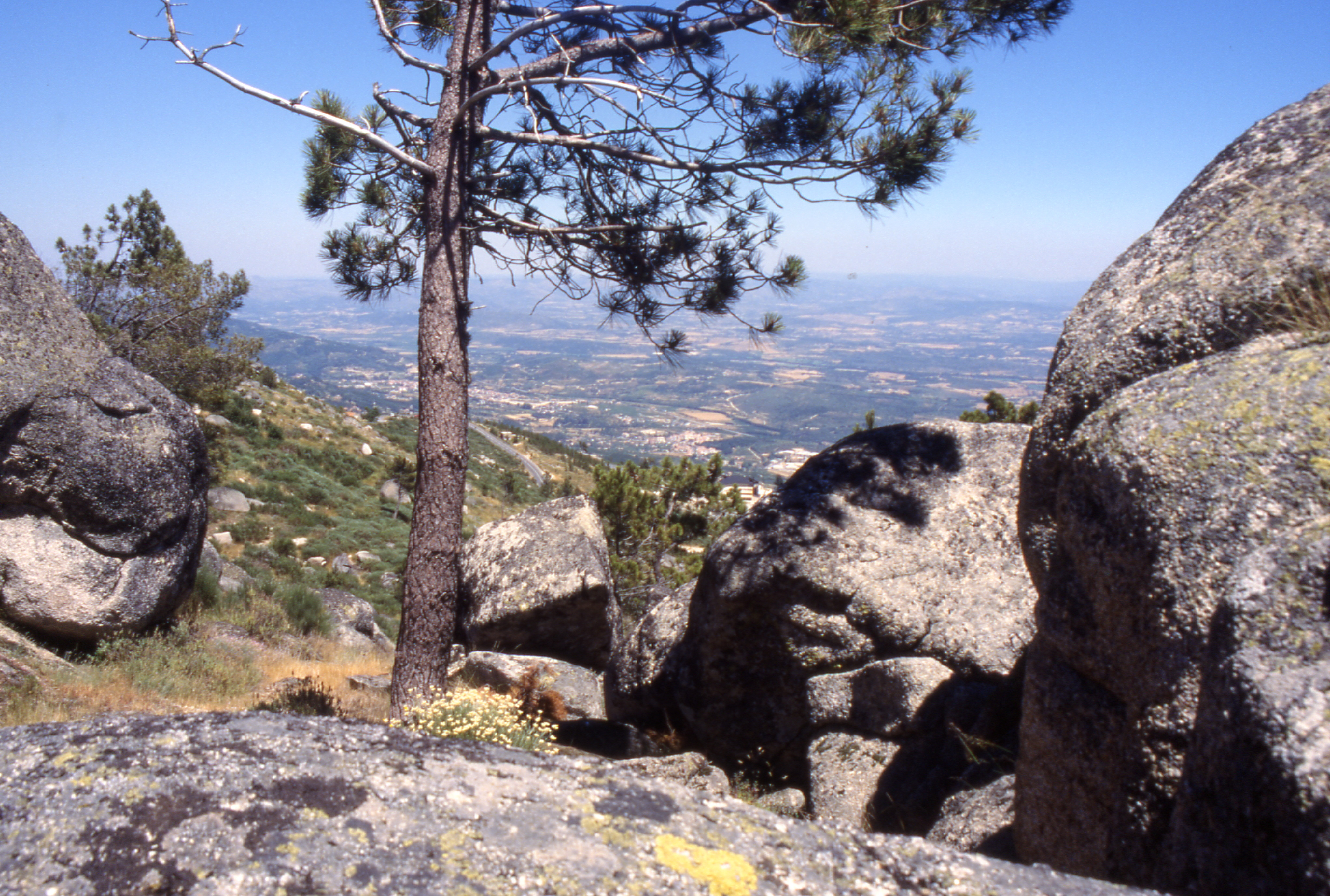
Felsformation bei Oliveira do Hospital
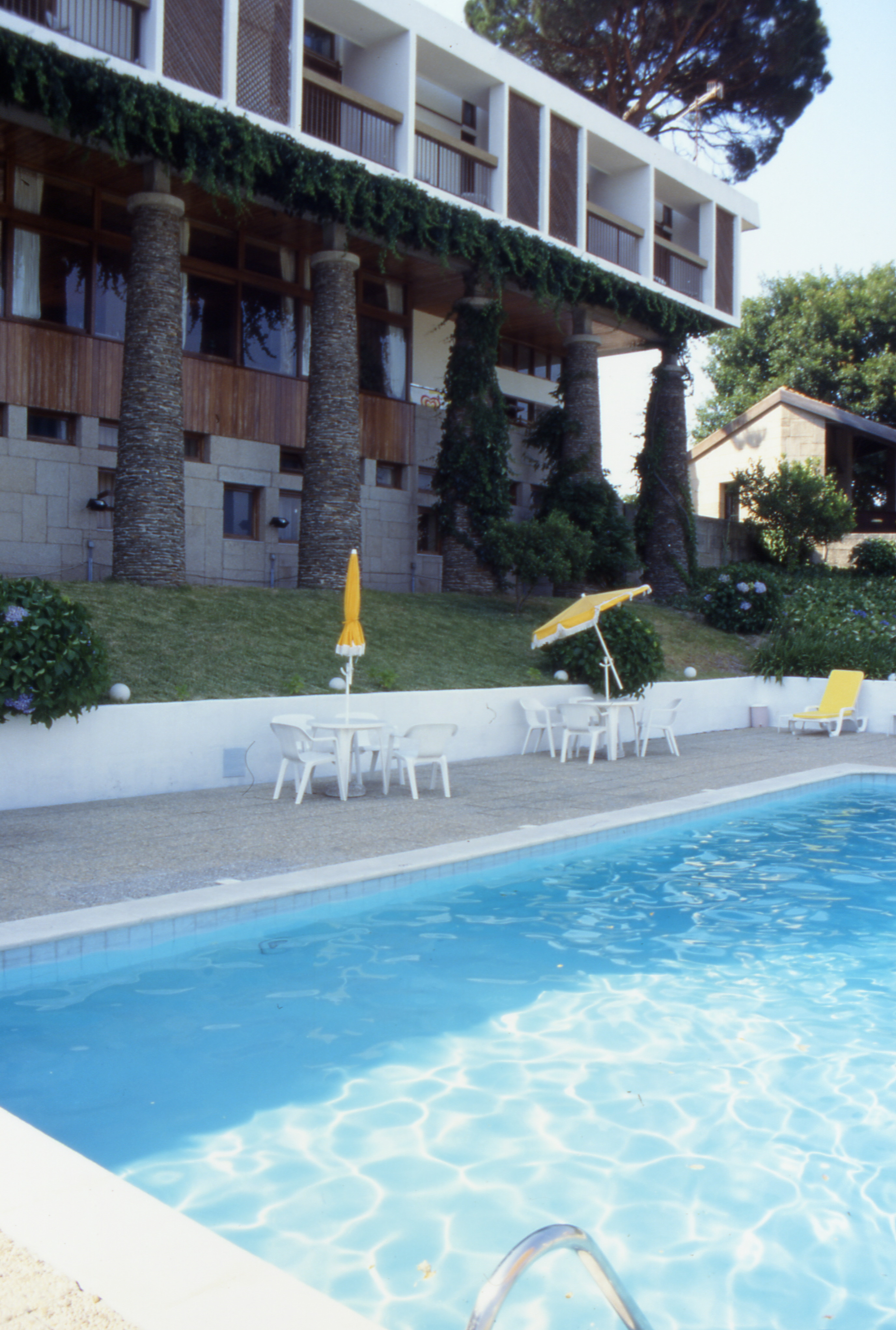
In der Pousada Santa Barbara

Mit dem Dorf Aldeia das Dez liegt eines der traditionellen Schiefer-Dörfer der Route Aldeias do Xisto im Kreis Oliveira do Hospital. Verschiedene lokale und regionale Wanderwege durchziehen das Gebiet, und Flussbäder bieten Wassersport- und Bademöglichkeiten.

## Verwaltung
Oliveira do Hospital ist Verwaltungssitz eines gleichnamigen Kreises. Die Nachbarkreise sind (im Uhrzeigersinn im Norden beginnend): Nelas, Seia, Arganil, Tábua sowie Carregal do Sal.
Mit der Gebietsreform im September 2013 wurden mehrere Gemeinden zu neuen Gemeinden zusammengefasst, sodass sich die Zahl der Gemeinden von zuvor 21 auf 16 verringerte.

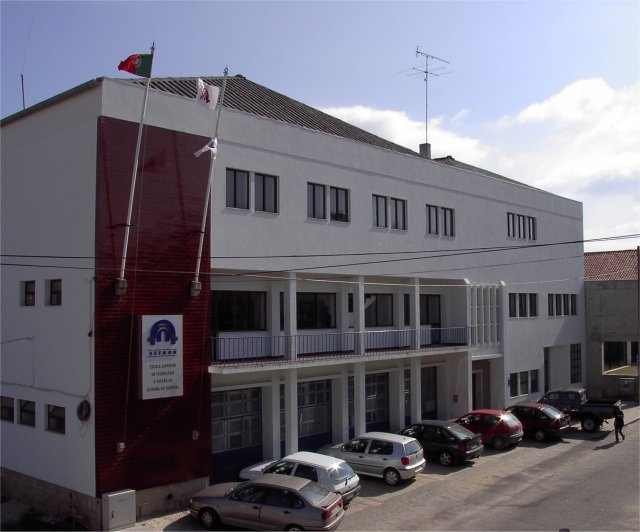
Die Verwaltungshochschule ESTGOH

Die folgenden Gemeinden (freguesias) liegen im Kreis Oliveira do Hospital:
| Gemeinde                                    | Einwohner (2021) | Fläche km² | Dichte Einw./km² | LAU- Code |
| ------------------------------------------- | ---------------- | ---------- | ---------------- | --------- |
| Aldeia das Dez                              | 474              | 18,69      | 25               | 061101    |
| Alvoco das Várzeas                          | 314              | 11,62      | 27               | 061102    |
| Avô                                         | 473              | 7,17       | 66               | 061103    |
| Bobadela                                    | 704              | 5,68       | 124              | 061104    |
| Ervedal e Vila Franca da Beira              | 1.279            | 28,78      | 44               | 061122    |
| Lagares da Beira                            | 1.382            | 13,19      | 105              | 061106    |
| Lagos da Beira e Lajeosa                    | 1.127            | 13,51      | 83               | 061123    |
| Lourosa                                     | 559              | 13,94      | 40               | 061109    |
| Meruge                                      | 490              | 7,25       | 68               | 061110    |
| Nogueira do Cravo                           | 2.168            | 14,98      | 145              | 061111    |
| Oliveira do Hospital e São Paio de Gramaços | 5.835            | 13,67      | 427              | 061124    |
| Penalva de Alva e São Sebastião da Feira    | 928              | 14,50      | 64               | 061125    |
| Santa Ovaia e Vila Pouca da Beira           | 846              | 7,43       | 114              | 061126    |
| São Gião                                    | 341              | 14,55      | 23               | 061115    |
| Seixo da Beira                              | 1.369            | 33,73      | 41               | 061118    |
| Travanca de Lagos                           | 1.124            | 15,83      | 71               | 061119    |
| Kreis Oliveira do Hospital                  | 19.413           | 234,52     | 83               | 0611      |

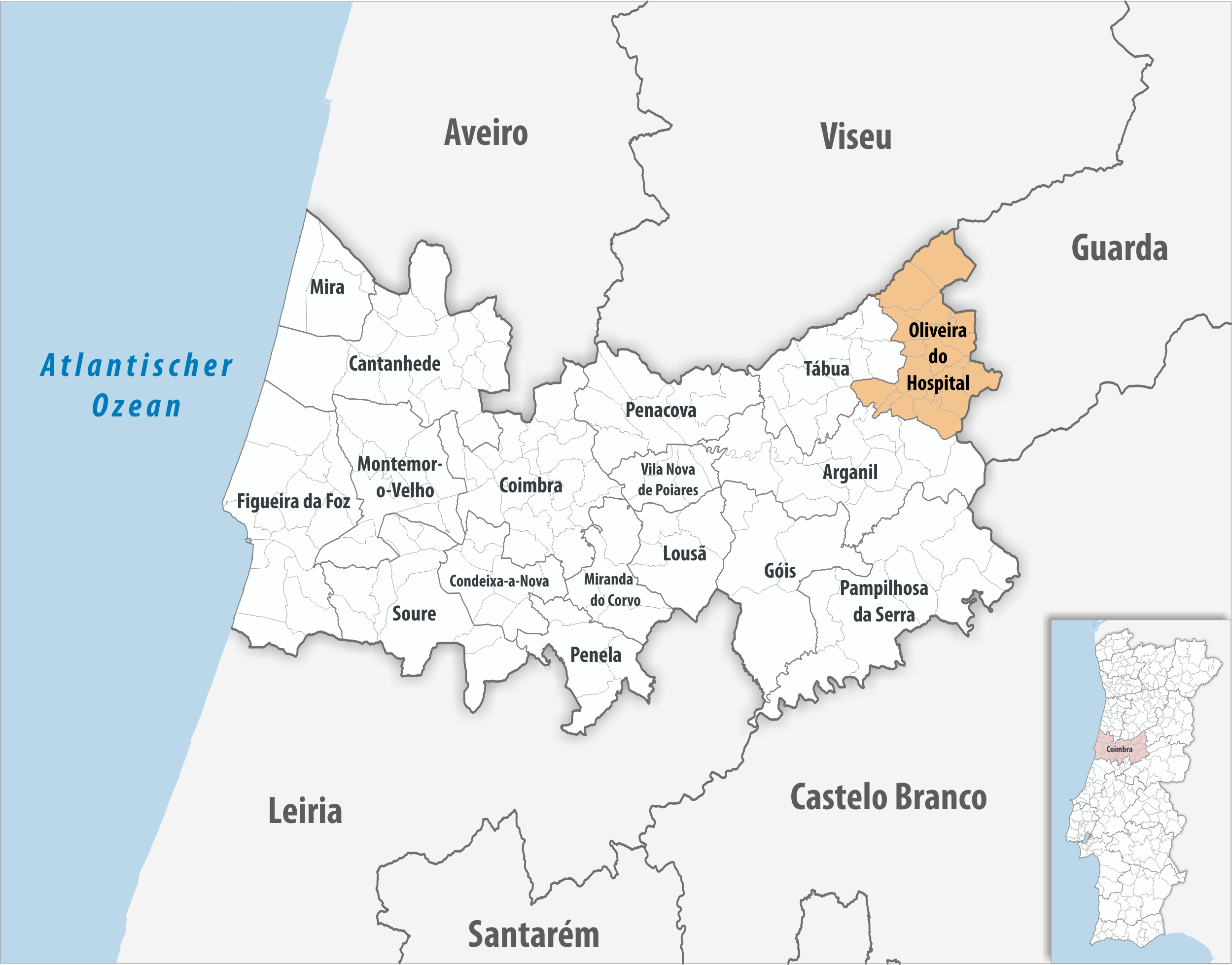
Kreis Oliveira do Hospital

Die 1966 entdeckte Anta von Bobadela liegt etwa 3,0 km nordwestlich von Oliveira do Hospital.

## Bevölkerungsentwicklung
| Einwohnerzahl im Kreis Oliveira do Hospital (1801–2011) | Einwohnerzahl im Kreis Oliveira do Hospital (1801–2011) | Einwohnerzahl im Kreis Oliveira do Hospital (1801–2011) | Einwohnerzahl im Kreis Oliveira do Hospital (1801–2011) | Einwohnerzahl im Kreis Oliveira do Hospital (1801–2011) | Einwohnerzahl im Kreis Oliveira do Hospital (1801–2011) | Einwohnerzahl im Kreis Oliveira do Hospital (1801–2011) | Einwohnerzahl im Kreis Oliveira do Hospital (1801–2011) | Einwohnerzahl im Kreis Oliveira do Hospital (1801–2011) | Einwohnerzahl im Kreis Oliveira do Hospital (1801–2011) |
| ------------------------------------------------------- | ------------------------------------------------------- | ------------------------------------------------------- | ------------------------------------------------------- | ------------------------------------------------------- | ------------------------------------------------------- | ------------------------------------------------------- | ------------------------------------------------------- | ------------------------------------------------------- | ------------------------------------------------------- |
| 1801                                                    | 1849                                                    | 1900                                                    | 1930                                                    | 1960                                                    | 1981                                                    | 1991                                                    | 2001                                                    | 2011                                                    |                                                         |
| 727                                                     | 9.616                                                   | 27.324                                                  | 26.030                                                  | 26.287                                                  | 23.554                                                  | 22.584                                                  | 22.112                                                  | 20.841                                                  |                                                         |

## Söhne und Töchter der Stadt
- Domingos Joanes (unbekannt–1203), Ritter
- Brás Garcia de Mascarenhas (1596–1656), Militär und Dichter
- João Pedro Tavares Trigueiros (1831–1902), Ingenieur und Militär
- Raúl de Antas Manso Preto Mendes Cruz (1893–1945), Offizier und Kolonialverwalter
- Pina Martins (1920–2010), Philologe und Historiker
- Maria Armanda Monteiro Ricardo (* 1946), Sängerin und zweite Ehefrau José Cids
- José Manuel Saraiva (* 1946), Journalist und Schriftsteller
- Dulce Pássaro (* 1953), PS-Politikerin und ehemalige Umweltministerin
- Carlos Martins (* 1982), Fußballspieler
- José Carlos Pinto (* 1997), Leichtathlet

## Bildung
Im Ort sind Kindergärten, Grundschulen, weiterführende Schulen, eine Behindertenschule, und eine Berufsschule ansässig. Die Stadt beheimatet dazu die Verwaltungshochschule Escola Superior de Tecnologia e Gestão de Oliveira do Hospital (ESTGOH), einer Niederlassung des Polytechnikums Coimbra.

## Wirtschaft
Textilindustrie ist hier von Bedeutung, insbesondere Herrenoberbekleidung. Überregional bekannt sind auch die Käsesorten, die üblicherweise mit zu den Käsespezialitäten der Serra da Estrela gerechnet werden. Der Kreis ist als Mittel- bis Oberzentrum auch als Handelsstandort wichtig. Der Fremdenverkehr hat in Form des Turismo rural ebenfalls an Bedeutung gewonnen, etwa mit der Pousada in Vila Pouca da Beira, oder der Aufnahme von Aldeia das Dez in die Route der Aldeias do Xisto 2001.